# Glăvile (gmina)
Glăvile – gmina w Rumunii, w okręgu Vâlcea. Obejmuje miejscowości Aninoasa, Glăvile, Jaroștea, Olteanca i Voiculeasa. W 2011 roku liczyła 2027 mieszkańców.